# گیوان
گیوان، روستایی است از توابع بخش پلدشت و در شهرستان ماکو استان آذربایجان غربی ایران.

## جمعیت
این روستا در دهستان گچلرات غربی قرار داشته و بر اساس سرشماری سال ۱۳۸۵ جمعیت آن ۵۶۲نفر (۱۰۱ خانوار) 
بوده است.